# Кастельсілано
Кастельсілано (італ. Castelsilano, сиц. Castelsilanu) — муніципалітет в Італії, у регіоні Калабрія, провінція Кротоне.
Кастельсілано розташоване на відстані близько 470 км на південний схід від Рима, 45 км на північ від Катандзаро, 37 км на північний захід від Кротоне.
Населення — 1051 особа (2014).
Щорічний фестиваль відбувається 6 листопада. Покровитель — San Leonardo di Noblac.

## Демографія
Населення за роками:

Станом на 1 січня 2023 року в муніципалітеті офіційно проживали 53 іноземці з 10 країн, серед них 11 громадян країн Євросоюзу та 6 громадян України.

## Сусідні муніципалітети
- Бельведере-ді-Спінелло
- Каккурі
- Казабона
- Черенція
- Сан-Джованні-ін-Фйоре
- Санта-Северина
- Савеллі
- Верцино